# 小行星6196
小行星6196（英語：6196）是一颗围绕太阳公转的小行星。1991年10月28日，上田清二、金田宏在钏路市发现了此天体。
这颗小行星的绝对星等为322.5502332135005等。